# 白塔峪塔
白塔峪塔位于中国辽宁省兴城市白塔满族乡塔沟村九龙山南的山丘上，俗称八角玲珑塔，历史上曾以“九龙烟塔”列为兴城八景之一，1979年被列为辽宁省文物保护单位，2013年被列为第七批全国重点文物保护单位。
据1972年在地宫中出土的碑刻所记载，白塔峪塔原称“空通山悟寂院舍利塔”，始建于辽大安八年（1092年）。 塔身原高约为54米，八角十三级，实心，密檐式，砖构。